# MF Varsovia
MF Varsovia – prom typu ro-pax zbudowany we włoskiej stoczni Cantiere Navale Visentini od 2024 pływający we flocie Polferries.
Na pokładzie MF Varsovia znajduje się 230 kabin o różnych standardach, strefa gastronomiczna z barem i restauracją, sklep oraz przestrzeń rozrywkowa. Statek wyposażony jest w kamery monitoringu CCTV, system telewizyjny, sieć LAN oraz łącza internetowe. Prom może zabrać około 140 ciężarówek oraz około 200 samochodów osobowych.
Jest to największy prom z najdłuższą linią ładunkową oraz pierwszy zupełnie nowy statek tego armatora od ponad 20 lat.
Umowa typu bareboat charter została zawarta i ogłoszona latem 2022. Polski armator wynajął statek na okres 10 lat, z opcją pierwszeństwa zakupu po 6 latach użytkowania.
27 lipca 2024 prom rozpoczął obsługę trasy Świnoujście – Ystad.

## Dane techniczne

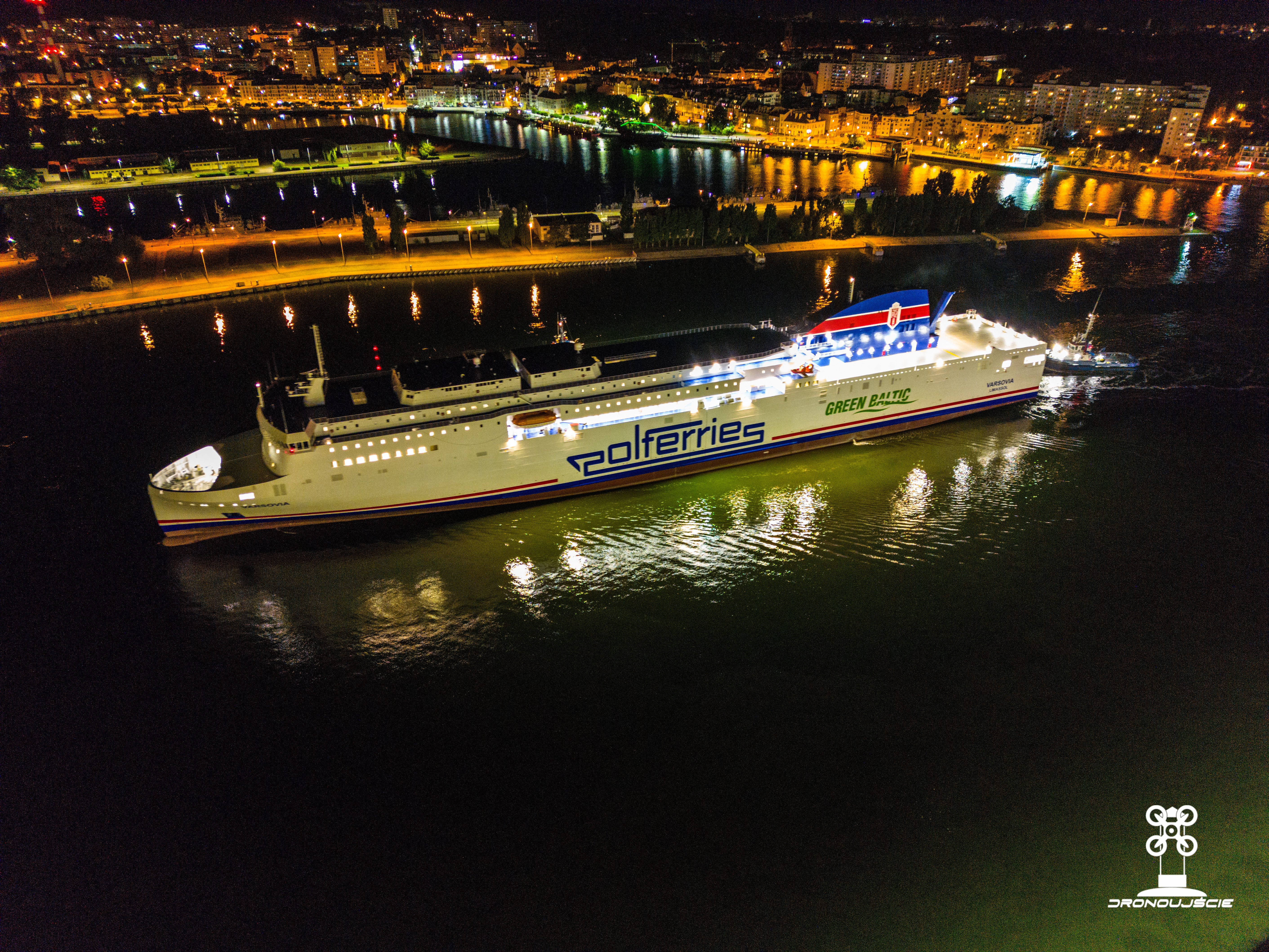
Varsovia pierwszy raz w Świnoujściu

- Długość linii ładunkowej:
  - Ro-Ro: 2875 LM[1]
  - 200 samochodów osobowych[1]
- Kabiny pasażerskie:
  - 230 kabin 4-osobowych[1]
  - 920 miejsc noclegowych[1]
- Fotele lotnicze: 107[1]